# Samuel Schwarz
Samuel Schwarz (Zgierz, 12 de Fevereiro de 1880 – Lisboa, 10 de Junho de 1953) foi um engenheiro de minas polaco, investigador e historiador dos marranos portugueses. 

## Vida e obra
Nasceu em Zgierz (Polónia) 12 de Fevereiro de 1880 e morreu em Lisboa 10 de Junho de 1953. Era o mais velho de uma família de dez irmãos. O pai Issucher Schwarz era um homem extremamente erudito que serviu durante anos a comunidade judaica de Zgierz na Polónia. Sionista convicto, participou em vários congressos sionistas mundiais na altura da publicação por Theodore Herzl dos ”Estado dos Judeus”. Formou-se em Engenharia de Minas na Escola Nacional Superior de Minas de Paris, em 1904. Entre 1904 e 1914, trabalhou como engenheiro de minas num campo de petróleo em Baku (Cáucaso) e Azerbaijão, nas minas de carvão Sosnowice (Polónia), em minas de estanho de Arnoya Mining Company em Ourense (Espanha) entre 1907-1910, e numa mina de ouro, Monte Rosa Gold Mining Comp em Alagna-Sesia (Itália) em 1911. Poliglota notável, Samuel Schwarz falava Russo, Polaco, Alemão, Inglês, Francês, Italiano, Espanhol, Português, Hebraico e "Iídiche."
Casou-se em Abril 1914 em Odessa com Agatha Barbasch, filha do banqueiro Samuel Barbasch. Deste casamento nasceu Clara Schwarz (Santa Isabel, Lisboa, c. 1915), casada com Artur Augusto da Silva. Após o início da Primeira Guerra Mundial e na impossibilidade de trabalhar na Europa do Leste, decide ir até Portugal, país sobre o qual tinha ouvido excelentes informações durante a estadia em Ourense. Chega a Portugal em Novembro de 1914 e começa a trabalhar como engenheiro nas minas em 1915 nas minas de volfrâmio e estanho em Vilar Formoso e em Belmonte.
Muito rapidamente, e na sequência do que já tinha feito em Espanha onde tinha publicado alguns artigos sobre os marranos no Boletim da Real Academia Galega e na revista Espana-Nueva, começa uma carreira de arqueólogo e de etnógrafo com a publicação de um trabalho “Inscrições hebraicas em Portugal" (publicado na revista Arqueologia e História em 1923).
Segue-se muito rapidamente em 1925 a publicação do livro “Os cristãos-novos em Portugal no século XX”, livro que dá a conhecer ao mundo a existência de uma comunidade de marranos no norte de Portugal. Ciente da importância que a sua descoberta tem para o mundo judeu, Samuel Schwarz publica um conjunto de artigos em revistas e jornais ingleses, espanhóis, franceses, polacos, e italianos nos quais revela informações sobre os marranos de Portugal. Já depois da morte de Samuel Schwarz este livro terá duas edições em Portugal (Instituto de Sociologia e Etnologia das Religiões da Universidade Nova de Lisboa e Livros Cotovia), uma em Hebraico em Israel (2005) e recentemente uma última versão em Francês em Paris (Découverte des Marranes, Editions Chandeigne 2015). 
Em 1923 decide comprar um edifício em Tomar que se revela ser a mais antiga sinagoga de Portugal (Séc. XV) e depois de ter empreendido uma série de trabalhos de reabilitação, Samuel Schwarz redige uma proposta sobre a criação do Museu Luso-Hebraico de Tomar. Em 1939 a Sinagoga de Tomar é objecto de uma doação de Samuel Schwarz ao Estado Português. E também nesse ano que Samuel Schwarz é naturalizado cidadão português. 
A carreira de escritor, historiador e arqueólogo continua com a publicação do “Cântico dos Cânticos” (1942), “Anti-semitismo” (com Leon Litwinski) em 1944, "Arqueologia Mineira" (brochura publicada pela Direcção-Geral de Minas, em 1936), “A Tomada de Lisboa segundo um documento coevo da Biblioteca Nacional" (1953), “A Sinagoga de Alfama” (1953), “História da Moderna Comunidade Israelita de Lisboa” (1959). Samuel Schwarz escreveu também vários artigos sobre temas relacionados com o judaísmo, nomeadamente na revista “Ver e Crer”, “O Sionismo no reinado de D. João III”, “Origem do nome e da lenda do Preste João da Índia”, “Quem eram os emissários que D. João II mandou em busca do Preste João” (1946).
Foi presidente da Câmara de Comércio Polaca em Portugal, desde a sua fundação em 1930 até à invasão da Polónia pela URSS. Era membro da Ordem dos Engenheiros e da Associação dos Arqueólogos Portugueses.
Depois da morte de Samuel Schwarz em 1953, a extensa biblioteca que incluía 32 incunábulos e cerca de 10.000 livros raros, todos eles com uma temática judaica, foi vendida ao Estado e, em vez de seguir para Tomar como previsto, foi parar ao Arquivo Histórico do Ministério das Finanças onde permaneceu durante dezenas de anos. Hoje o espólio encontra-se na Biblioteca Mário Sottomayor Cardia da Faculdade de Ciências Sociais e Humanas da Universidade Nova de Lisboa, onde finalmente e praticamente 70 anos depois de ter sido vendida ao Estado, vai ser objecto de um inventário e catalogação.
Em Janeiro de 2008, o Museu Judaico de Belmonte abriu uma sala em sua honra. 

## Obras
- Inscrições hebraicas em Portugal (1923);
- Os cristãos novos em Portugal no século XX (1925);
- Arqueologia mineira: extrato dum relatório acerca de pesquisas de ouro (1936);
- Projecto de organização de um Museu Luso-Hebraico na antiga sinagoga de Tomar (1939);
- Cântico dos cânticos / Salomão (1942);
- Anti semitismo (1944), com Leon Litwinski;
- A tomada de Lisboa : conforme documento coevo de um códice hebraico da Biblioteca Nacional (1953);
- A sinagoga de Alfama: in memoriam do eminente olisipógrafo engenheiro Augusto Vieira da Silva (1953);
- Histórias da moderna Comunidade Israelita de Lisboa (1959, póstumo).